# Якби Біл-стріт могла заговорити (фільм)
«Якби Біл-стріт могла заговорити» (англ. If Beale Street Could Talk) — американська драматична стрічка 2018 року від лауреата премії «Оскар» Баррі Дженкінса, екранізація однойменного роману Джеймса Болдвіна, виданого в 1974 році. Фільм був номінований в трьох категоріях на премію «Оскар» і отримала нагороду в номінації «Найкраща акторка другого плану» за роль Шерон Ріверс, яку виконала Реджина Кінг.

## Сюжет
Дві різні за часом сюжетні лінії показують життя Фонні і Тіш, молодої чорношкірої пари з Нью-Йорку: одна розповідає про їхнє знайомство з дитинства, дружбу, закоханість і спробу створити свою власну родину, а друга — майже безнадійну боротьбу Тіш і її рідних за виправдання Фонні, якого за намовою поліцейського-расиста безпідставно обвинувачено у зґвалтуванні латиноамериканської дівчини.

## У ролях
| • Кікі Лейн         | … | Клементина «Тіш» Ріверс |
| • Стефан Джеймс     | … | Алонзо «Фонні» Гант     |
| • Реджина Кінг      | … | Шерон Ріверс            |
| • Тейона Перріс     | … | Ернестін Ріверс         |
| • Колман Домінго    | … | Джозеф Ріверс           |
| • Браян Тайрі Генрі | … | Деніел Карті            |
| • Ед Скрейн         | … | офіцер Белл             |
| • Емілі Ріос        | … | Вікторія Роджерс        |
| • Майкл Біч         | … | Френк Гант              |
| • Ебоні Обсидіан    | … | Едрієн Гант             |
| • Онжаню Елліс      | … | місіс Гант              |
| • Домініка Торн     | … | Шейла Гант              |
| • Фінн Віттрок      | … | Хейворд                 |
| • Дієго Луна        | … | Педросіто               |
| • Педро Паскаль     | … | П'єтро Альварес         |
| • Дейв Франко       | … | Леві                    |

## Знімальна група
- Автори сценарію — Баррі Дженкінс
- Режисер-постановник — Баррі Дженкінс
- Продюсер — Баррі Дженкінс, Меган Еллісон, Деде Гарднер
- Оператор — Джеймс Лекстон
- Композитор — Ніколас Брітел

## Сприйняття
На агрегаторі Rotten Tomatoes схвальний рейтинг фільму становить 94 %, заснований на 303 відгуках, з середньою оцінкою 8.6/10. Metacritic дає фільму середньозважений бал 87 із 100 на основі 53 відгуків, що вказують на «загальне визнання»